# Pokładowy system zapobiegania kolizjom
Pokładowy system zapobiegania kolizjom (ang. airborne collision avoidance system – ACAS) – oznacza system pokładowy statku powietrznego oparty na wykorzystaniu sygnałów transpondera wtórnego radaru dozorowania (SSR), który działa niezależnie od wyposażenia naziemnego i zapewnia pilotowi informacje o potencjalnym zagrożeniu kolizją ze statkami powietrznymi wyposażonymi w transpondery SSR;.